# 병팔이의 일기
"병팔이의 일기"(Byung-pal's Diary)는 한국에서 제작된 박광우 감독의 1991년 코미디 영화이다. 최병서 등이 주연으로 출연하였고 김학훈 등이 제작에 참여하였다.

## 출연

### 주연
- 최병서 ... 병팔 역
- 최형선 ... 민지 역
- 신영진 ... 박 선생 역

### 조연
- 유영휘 ... 진발 역
- 박선영 ... 뚱이 역
- 이경진 ... 태호 역

## 기타
- 제작부장: 옥광식
- 제작진행: 최용준
- 촬영부: 최영택
- 촬영부: 고수복
- 촬영부: 박승철
- 조명: 한희창
- 조명부: 이주생
- 조명부: 홍호진
- 조명부: 선상재
- 조명부: 강종모
- 스틸: 김병옥
- 조연출: 박원우
- 조연출: 박정택
- 조연출: 박홍구
- 조연출: 서민영
- 스크립터: 김윤선
- 녹음: 손인호
- 녹음: 한양녹음실
- 분장: 정준호
- 색보정: 차경환
- 보조출연: 나라예술원
- 효과: 이재희
- 효과: 한양녹음실